# Гардишівка
Га́рдишівка (також Гарнишівка) — село в Україні, у Райгородоцькій сільській територіальній громаді Бердичівського району Житомирської області. Чисельність населення становить 732 особи (2001). У 1923—2020 роках — адміністративний центр колишньої однойменної сільської ради.

## Загальна інформація
Село розташоване на правому березі річки Мала Гнилоп'ять, за 12 км півдненно-західніше районного центру Бердичева та за 5 км від найближчої залізничної станції Демчин.

## Населення
За довідником 1885 року в селі мешкало 313 осіб, налічувалося 36 дворових господарств.
Відповідно до результатів перепису населення Російської імперії 1897 року, загальна кількість мешканців становила 599 осіб, з них: православних — 511, римокатоликів — 67, чоловіків — 293, жінок — 306.
Наприкінці 19 століття в селі налічувалося 775 мешканців, дворів — 90, у 1906 році — 643 мешканці, дворів — 93, у 1923 році — 909 мешканців, дворів — 166.
Відповідно до перепису населення СРСР 17 грудня 1926 року, чисельність населення становила 932 особи, з них 435 чоловіків та 497 жінок; за національністю: українців — 863, поляків — 68, чехів — 1. Кількість господарств — 208.
На початок 1970-х років село мало 307 дворів із населенням 933 особи.
Відповідно до результатів перепису населення СРСР, кількість населення станом на 12 січня 1989 року становила 788 осіб. Станом на 5 грудня 2001 року, відповідно до перепису населення України, кількість мешканців села становила 732 особи.

### Мова
Розподіл населення за рідною мовою за даними перепису 2001 року:
| Мова       | Відсоток |
| ---------- | -------- |
| українська | 99,59 %  |
| російська  | 0,41 %   |

## Історія
Поблизу села виявлено поселення трипільської культури. Пам'ятка належить до пізнього трипілля етапу С (за М. М. Шмаглієм). Село відоме з XVIII століття. Згадується у люстрації Київського воєводства 1754 року, належало ксьондзам бердичівських кармелітів, які сплачували подимне з 28 дворів.
У другій половині 19 століття — село Озадівської волості Житомирського повіту. Раніше належало Камінським, зараз власність Рожнятовських. Входило до парафії в Бердичеві, була дерев'яна церква.
За довідником 1885 року — Гарнишівка, колишнє поміщицьке село Озадівської волості Житомирського повіту Волинської губернії. Були церковна парафія, заїзд, водяний млин.
Наприкінці 19 століття — Гарнишівка, село Озадівської волості Житомирського повіту Волинської губернії. Лежало на річці Гнилоп'ятка, за 50 верст від Житомира. Колишня власність Рожнятовських, згодом — Змунчил. Великий землевласник — підполковник Г. Змунчила. Частину земель набув Клименко. Дерев'яну церкву з дерев'яною дзвіницею збудовано невідомо ким і коли. Землі при церкві близько 42 десятини. Дворів 48, вірян 394 обох статей, римокатоликів — 43, євреїв — 30. Церква приписана до православної парафії в Озадівці, за 2 версти.
У 1906 році — Гарнишівка, село Озадівської волості (4-го стану) Житомирського повіту Волинської губернії. Відстань до губернського центру, м. Житомир, становила 54 версти, до волосного центру с. Озадівка — 2 версти. Найближче поштово-телеграфне відділення розміщувалося у Райгородку.
У 1923 році включене до складу новоствореної Гардишівської сільської ради, яка 7 березня 1923 року увійшла до складу новоутвореного Янушпільського району Житомирської округи; адміністративний центр ради. Розміщувалося за 15 верст від районного центру міст. Янушпіль. У червні 1925 року Янушпільський район передано до складу Бердичівської округи. Відстань до районного центру м. Янушпіль становила 18 верст, до окружного центру в Бердичеві — 8 верст, до найближчої залізничної станції Демчин — 5 верст. 29 червня 1939 року, в складі сільської ради, передане до відновленого Бердичівського району Житомирської області.
На фронтах Другої світової війни воювали 230 селян, 230 з них нагороджені орденами й медалями, 74 загинули. На їх честь у 1965 році встановлено обеліск Слави.
В радянські часи в селі розміщувалася центральна садиба колгоспу, який обробляв 1 537 га земель, в тому числі 1 240 га — рілля. Господарство вирощувало зернові й технічні культури, розвивали м'ясо-молочне тваринництво. 34 колгоспників нагороджено орденами й медалями СРСР, серед них бригадира садово-городньої бригади П. Д. Крещука — орденом Леніна. У селі були восьмирічна школа, будинок культури, бібліотека, медичний пункт, дитячі ясла, магазини продовольчих та промислових товарів.
12 червня 2020 року, відповідно до розпорядження Кабінету Міністрів України № 711-р «Про визначення адміністративних центрів та затвердження територій територіальних громад Житомирської області», територію та населені пункти Гардишівської сільської ради включено до складу Райгородоцької сільської територіальної громади Бердичівського району Житомирської області.